# Robia în țările române
Robia a fost o parte componentă a sistemului social al țărilor române, de la începuturile lor și până la mijlocul secolului al XIX-lea. Astfel aceasta a existat în Transilvania, Moldova și Țara Românească, până la desființarea sa în 1786 în teritoriile Imperiului Austriac de către Iosif al II-lea, 1855 în Moldova, și 1856 în Țara Românească de către Barbu Știrbei. Robia este un statut de servitudine, având aspecte comune, dar și diferențe, cu șerbia (iobăgia) și cu sclavia.
În organizarea socială a țărilor române, robii formau o categorie aparte, se aflau pe treapta cea mai de jos și nu aveau personalitate juridică, statutul respectiv fiind cu precădere, atribuit persoanelor de etnie romă. Originile înrobirii țiganilor sunt obscure. În Moldova au existat și robi tătari, capturați în timpul bătăliilor pierdute de ei, și care nu fuseseră răscumpărați de hanii lor. Alte ipoteze invocă motive de natură economică.

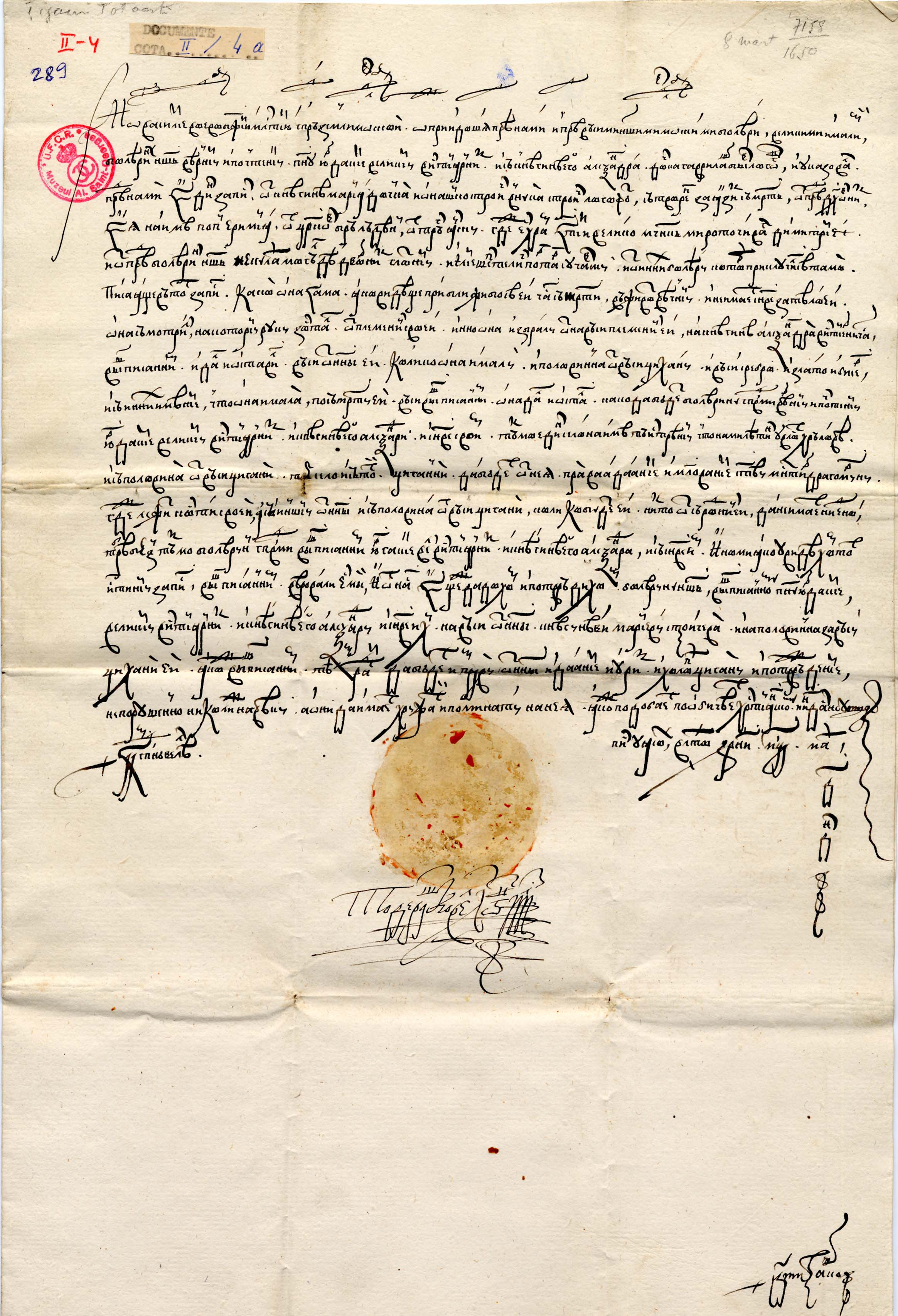
Act prin care voievodul Vasile Lupu întărește posesiunea unui număr de țigani lăsați moștenire de Maria, fiica lui Ionașco Stroici.

## Statutul robiei
Statutul robiei este obiect de dezbatere: din asimilarea robiei cu sclavia, s-ar putea atribui Principatelor Române statutul „state sclavagiste” aidoma puterilor care răpeau oameni din locurile lor de baștină pentru a îi transporta și a-i vinde departe pentru a fi folosiți masiv în economia locurilor de implantare; din asimilarea robiei cu șerbia, se poate deduce că marea majoritate a țărănimii din trecut era „înrobită” (interpretarea istoriografiei comuniste). Sclavia (din latinescul medieval sclavus < slavus) desemnează condiția umană a persoanelor (sclavii) care lucrează pentru un stăpân fără remunerație, nu dispun de niciun drept asupra propriei persoane, pot aparține oricărui om liber și nu se pot răscumpăra ei înșiși. Ei trebuie să îndeplinească toate ordinele stăpânului de la naștere sau capturare (trecerea de la libertate la sclavie) până la moarte sau eliberare (trecererea de la sclavie la libertate). Din punct de vedere istoric, sclavia înseamnă, prin definiție, negarea egalității între oameni, iar filozofic sclavii erau considerați ca o specie aparte și inferioară.
Punctele comune între robie și sclavie sunt următoarele:
- Robii erau proprietatea stăpânului, care dispunea de ei ca de orice alt bun, putând să îi cumpere sau să îi vândă, să-i dăruiască, să-i lase moștenire, precum si dreptul de a fi despăgubit dacă era lipsit de bunul lui (Codul penal al anului 1818 din Țara Românească preciza că „Toți țiganii sunt născuți robi” și că „Țiganii fără stăpân sunt proprietatea statului”);
- Mărturia lor nu avea valoare juridică și puteau fi pedepsiți fără judecată.

Diferențele dintre robie și sclavie sunt următoarele:
- a poseda robi era privilegiul unor instituții (robi domnești, robi mănăstirești), sau a unor persoane din aristocrație (robi boierești) dar nu a oricărui particular, chiar înstărit;
- cu acordul stăpânului, robii se puteau căsători între ei și își puteau crește copiii împreună, dar dacă soții aveau doi stăpâni diferiți, copiii lor, odată în stare de a munci, erau împărțiți în mod egal între cei doi stăpâni; copiii născuți dintr-o roabă cu stăpânul sau cu un om liber, sau dintr-un rob cu stăpâna sau cu o femeie liberă, erau prin naștere robi și aparțineau stapânului atâta vreme cât acesta nu lua altă decizie;
- în cazurile stabilite de lege, robii se puteau răscumpăra pe ei înșiși, dar practic, condițiile și banii sau bunurile necesare erau rareori întrunite.

Diferențele dintre robie și iobăgie sunt următoarele:
- Iobagii (din maghiară jobbágy) sau șerbii (din cuvântul latin servus) au o personalitate juridică, pot depune mărturie și nu pot fi pedepsiți fără judecată;
- se pot căsători fără învoire prealabilă și nu li se pot lua copiii;
- au datorii în muncă (corvoade) și dări față de stăpân, de biserică și de stat, dar pot munci și pentru ei înșiși, pot agonisi bunuri, poseda animale, iar casele pe care și le clădesc singuri (cu învoirea proprietarului terenului) le aparțin, precum și bunurile din ele (dar toate acestea le pot fi confiscate în caz de datorii);
- cei „legați de glie” (de către un decret al lui Mihai Viteazul în ceeace privește Țara Românească) au obligația de reședință pe o anume moșie, indiferent că aceasta, cu satele din ea, este vândută/cumpărată sau donată, dar nu aparțin ca persoane proprietarului și dacă fug, pot fi urmăriți ca datornici, dar nu ca fugari cum era cazul robilor și sclavilor. Trebuie totuși observat că există documente din epocă în care sunt menționați ”rumâni” vânduți fără ”ocină” (adică pământ) sau oameni care se răscumpără din rumânie procurând ”la schimb” alți rumâni[7].

Un aspect particular, legat de creștinătatea societății, diferențiază robia de sclavia antică, dar o aseamănă cu sclavia negrilor americani: 
- în timp ce sclavii antici erau considerați ca animalele, robii, ca și sclavii negri americani, erau considerați ca oameni având suflet, deci posibilitatea de mântuire: omorârea lor fără judecată era interzisă. Exista chiar o „teologie a robiei și sclaviei”, deoarece în încercarea de a împăca valorile creștine cu un sistem inuman prin definiție, clericii au creat un suport moral pentru sclavie (așa cum au existat „justificări” ideologice și pentru rasism, pentru antisemitism, pentru diferitele genocide și deportări istorice, pentru Gulag ș.a.m.d.: de exemplu, deoarece în calele aglomerate ale corăbiilor cu sclavi, bolile secerau nenumărate vieți din încărcătura umană, clericii insistau ca africanii să fie botezați înainte de îmbarcarea lor spre Lumea Nouă).[8]. Această „teologie a robiei” a existat și în țările române, unde multe pasaje din Biblie despre sclavi și sclavagismul antic sunt traduse în limba română prin „rob” și „robie”, folosind la reglementarea acesteia, astfel că din punct de vedere religios, robia și deținerea de robi apăreau drept „compatibile” cu perceptele creștine și cu mântuirea, mai ales că în limbajul bisericesc ortodox este des întâlnită expresia „robul, roaba lui Dumnezeu” ca fiind vorba despre un supus și un Stăpân absolut[9]

Și acest aspect particular, legat de creștinism, îi duce pe o parte din autori să concludă că „rob, roabă, robie” nu sunt altceva decât termenii românești pentru „sclav, sclavă, sclavie” și nu redau situații sau realități diferite.

## Robia romilor
Originea primilor romi, ca fiind indiană, este cunoscută mulțumită limbilor lor, dar nu și originea robiei romilor în spațiul Pricipatelor Române deoarece nu sunt documente care să dovedească precis cum au ajuns romii pe teritoriul țărilor române și cum au intrat în robie. Istoricul Nicolae Iorga corelează apariția romilor pe aceste meleaguri cu Invazia mongolă în Europa din 1241, sugerând probabilitatea ca robii romi (care erau cercetașii, iscoadele, rotarii, crescătorii de cai, căruțașii, căldărarii, pielarii, corturarii și fierarii mongolilor și mai târziu ai tătarilor) să fi fost preluați de la mongoli și tătari în secolul al XIV-lea, odată cu înfrângerea acestora de către regii poloni sau ungari, de către voievozii români sau de către țarii ruși (robia romilor existând în toate aceste țări, dar și în Persia și Asia centrală care au fost de asemenea dominate de mongoli și tătari).
Primele documente care le atestă existența certă îi prezintă deja înrobiți:
- în anul 1385, Dan I, domnitorul Țării Românești, emite un hrisov prin care dăruiește Mănăstirii Tismana anumite pământuri. Se adaugă și 40 de sălașe țigănești.[11]
- În „Bogdania” Moldo-Vlahia sau Moldova, în anul 1428 sunt amintiți pentru prima oară țiganii. Alexandru cel Bun, printr-un hrisov, dăruiește Mănăstirii Bistrița 31 de sălașe de țigani și 12 bordeie de tătari.
- Se amintește despre țigani și în alte mănăstiri, cum ar fi Moldovița, prin anul 1434.

Robia este așadar atestată în secolul al XIV-lea, legată fiind deja de romi, de Domnie și de mănăstiri, ca în alte părți în Europa, unde cu secole mai înaite, slavii încă ne-creștinați erau luați ca sclavi în regatele creștine din occident (Franța, Imperiul Germanic, Regatul Ungariei), etimologia cuvântului sclav provenind de la slavi (nu de la servus din latină), alt exemplu fiind sclavia reciprocă practicată între sarazinii musulmani sau evreii hazari pe de-o parte, și creștinii din regatele occidentale sau din Rusia Kieveană pe de alta.
Un afiș privind vânzarea robilor țigani din Muntenia, publicat de Ian Hancock în 1987, a fost demonstrat a fi fals.

## Condiția robilor
Deși Codul penal din Muntenia al anului 1818 preciza că „Toți țiganii sunt născuți robi” și că „Țiganii fără stăpân sunt proprietatea statului”, exista un număr mic de robi care nu erau rromi, îndeosebi printre „tâmpiți” (handicapații mintali) și tătari capturați în bătălii, și de rromi care nu erau robi (printre familiile înstărite, care-și răscumpăraseră robia sau printre rromii „sloboziți”, adică eliberați, care se regrupau în „Slobozii”), dar aceștia nu mai erau denumiți țigani, cuvânt care devenise sinonim cu rob.
Legile referitoare la țigani erau cam aceleași peste tot. Robii erau proprietatea stăpânului, care dispunea de ei ca de orice alt bun, putând să îi cumpere sau să îi vândă, să-i dăruiască, să-i lase moștenire. Îndeobște, nu se separau familiile prin vânzare la stăpâni diferiți. Bărbații practicau meserii ca: bucătari, pitari, surugii, grădinari, zidari, croitori, cizmari, fierari, lăutari, argați și meșteri de tot felul, iar femeile o ajutau pe stăpină la treburile casnice. Cu îndemânarea lor, erau executate frumoasele lucrături care făceau vestite pe jupânesele române. Condițiile în care erau ținuți țiganii puteau fi mizerabile, totul depinzând de firea stăpânului. La stăpânii cruzi, pedepsele severe și bătaia erau frecvente, o zicală veche afirmând „nu prânzi și nu cina la stăpânul rău, dacă nu vrei să mănânci ciorbă de muci și scuipați”.
S-au păstrat numeroase documente care relatează schimburi de proprietăți contra vite sau robi țigani ori produse de ale solului. Astfel, de exemplu, în 1612 se dă un cal pe un țigan cu femeia și copii săi; În 1619 o țigancă este plătită cu 40 lei și 2 boi iar în 1710 cu 30 vedre de miere se cumpără o țigancă.

## Migrația robilor
Robii și în special băieșii au început să migreze în mai multe direcții: dinspre Transilvania (zona auriferă) spre partea de sud a Ungariei, spre nordul Serbiei și nordul Croației de astăzi, spre sud în Țara Românească și Bulgaria și spre est în Moldova. Această migrație ar fi pornit la sfârșitul secolului al XVI-lea. Și-au continuat ocupația legată de aur, la care au adăugat ulterior prelucrarea lemnului în ustensile de gospodărie.
În unele arhive din Serbia se găseau la începutul secolului al XX-lea documente din prima jumătate a secolului al XIX-lea ce atestau intrarea în țară a unor grupuri de rudari care fugeau din robie.
În Serbia sunt comunități de băieși care se autodefinesc ca români, chiar și tinerii care cunosc doar puțin limba română dar și alte comunități care se declară țigani români, altele care caută să se confunde cu populația majoritară și altele care participă la activitățile organizațiilor de romi de limbă romani.
Pe teritoriul actual al Ungariei, majoritatea băieșilor s-a așezat între 1893 și 1918, dar imigrarea lor a continuat și între cele două războaie mondiale și în primii ani de după al Doilea Război Mondial.
Un număr mai mic de băieși a emigrat și în Croația, Slovenia și Slovacia.
Un călător german, Heinrich Renner, pomenește despre caravlahii din Bosnia în cartea sa din 1897. De regulă se face o confuzie intre vlahii/românii din Bosnia și Croația numiți caravlahi sau morlaci (turcii notau punctele cardinale cu culori; negru/cara însemna nord) și romii veniți în secolele XVI-XVII. Caravlahii sunt vlahii/românii localnici, urmași ai populației latinofone din Balcani.

## Desființarea robiei

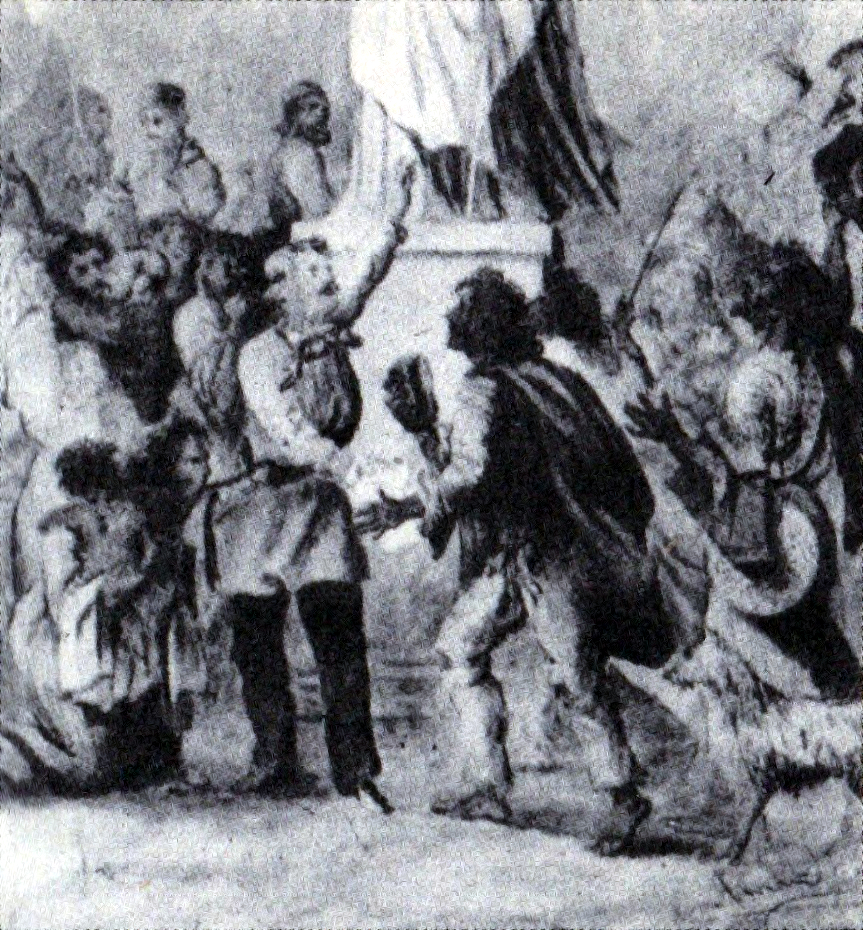
Creație alegorică a lui Theodor Aman (circa 1845) având ca subiect Dezrobirea țiganilor

În secolul al XIX-lea, generațiile de tineri instruiți în vestul Europei adoptă concepțiile progresiste occidentale. Se creează astfel un puternic val antisclavagist si este desființată la jumătatea secolului al XIX-lea, ca o consecință a campaniei purtate de tinerii revoluționari care au adoptat ideile liberale ale iluminismului.
În programul progresist al Revoluției din 1848 se cerea dezrobirea țiganilor. Arhimandritul Iosafat Snagoveanul, luând parte la această revoluție, a fost ales membru în Comisia pentru dezrobirea țiganilor, împreună cu Cezar Bolliac și Petrache Poenaru, fapt pentru care a fost exilat din Țara Românească, ajungând la Paris, unde a înființat prima capelă românească, în anul 1853. A murit în exil, departe de țară și de rromii pe care-i prețuia.
Înfrângerea Revoluției din anul 1848 a însemnat apusul procesului de eliberare a țiganilor. Bucuria izbăvirii a durat prea puțin.
După aproape 8 ani, la 8/20 februarie 1856 a fost votată „Legiuirea pentru emanciparea tuturor țiganilor din Principatul Țării Românești“. Va fi desființată robia țiganilor particulari, dându-se drept despăgubire 10 galbeni pentru fiecare țigan, din Casa fondului de despăgubire. Erau obligați să se statornicească, iar nomazii să se așeze în satele unde doresc, cu obligația de a avea locuințe și gospodării proprii.
Așadar, votarea celor două legi, în anul 1855 în Moldova și în 1856 în Țara Românească, va constitui practic cea din urmă etapă a dezrobirii țiganilor, fiind prima mare reformă socială, când cetățenii aceleiași țări aveau aceleași drepturi, fără nici o discriminare. Abolirea s-a înscris în curentul mondial de desființare a instituției sclaviei: Imperiul Britanic o abolise deja în 1833; în Statele Unite procesul începuse în Nord de la sfârșitul secolului anterior și abolirea s-a definitivat în urma Războiului Civil American; ultima țară care a abolit sclavia a fost Brazilia în 1888. Interdicția practicării sclaviei a fost inclusă în Declarația Universală a Drepturilor Omului, în 1948.